# Ousmane Soumah
Pour les articles homonymes, voir Soumah.
Ousmane Soumah est un footballeur franco-guinéen né le 6 octobre 1973 à Conakry (Guinée). Ce petit gabarit (1,70 m) a évolué toute sa carrière comme attaquant au SC Bastia. Avec ce club, il a été finaliste de la Coupe de France en 2002. Son fait d'armes majeur sera ce but en finale de la Coupe Intertoto, contre Halmstads BK (Suède), permettant d'arracher le nul 1-1 et qualifiant le club corse pour la coupe de l'UEFA, 20 ans après son épopée européenne. En "mettant la tête là où personne n'aurait osé mettre le pied", il égalise, mais se fracture les cervicales sur l'action, ayant risqué sa vie.
Dès lors, en dépit d'une carrière peu prolifique, Ousmane est resté un joueur historique du club, décidant de terminer sa carrière sur l'île en évoluant au Cercle Athlétic Bastiais, actuellement en CFA.
Ousmane est maintenant entraineur des jeunes du SC Bastia

## Carrière de joueur
- 1991-1998 :  SC Bastia
- 1998-1999 : FC Lorient (prêt)
- 1999-2002 :  SC Bastia
- 2002-2004 :  Al-Qatarii
- depuis 2004 :  CA Bastia

## Palmarès
- International guinéen
- Finaliste de la Coupe de France en 2002 avec le SC Bastia
- Coupe Intertoto 1997, Vainqueur de la Coupe Intertoto en 1997 avec le SC Bastia